# Biombo
Biombo is een westelijke regio in Guinee-Bissau, met als hoofdstad Quinhámel. De regio is met 839 vierkante kilometer de op een na kleinste van het land. Bij de census van 1991 werden 60.420 inwoners geteld, tegenover 56.463 in 1979.

## Sectoren
Biombo is verdeeld in 3 sectoren:
- Prabis
- Quinhámel
- Safim